# Prosoplus infelix
Prosoplus infelix là một loài bọ cánh cứng trong họ Cerambycidae.